# Franz Latzka
Franz Latzka (* 28. August 1901 in Wien; † 9. Juli 1977 ebenda) war ein österreichischer Politiker (ÖVP).

## Leben
Franz Latzka besuchte nach der Volks- und Bürgerschule die Gymnasien in Wien und Hollabrunn und legte im Jahr 1922 die Matura ab. Zunächst studierte er drei Semester an der Hochschule für Bodenkultur, wechselte jedoch an die Universität Wien, an welcher er Rechtswissenschaften studierte. 1927 promovierte er.
Nach einem Jahr Gerichtspraxis wurde Latzka Mitarbeiter in der Finanzlandesdirektion in Wien. 1936 wurde er Angestellter im Bundesministerium für soziale Verwaltung, dem heutigen Bundesministerium für Arbeit, Soziales und Konsumentenschutz. Hier wurde Latzka Bürochef von Staatssekretär Hans Rott. 1938, nach dem Anschluss Österreichs, musste auch Latzka seinen Bürosessel räumen. Von 1939 bis 1945 arbeitete er als Prokurist bei den Garvenswerken.
Ab 1945 fand Latzka wieder Arbeit im Bundessozialministerium. Im Dezember desselben Jahres zog er als Mitglied der ÖVP in den Bundesrat ein. Der Länderkammer gehörte er jedoch nur bis Februar 1947 an.
Latzka war ab 1923 Mitglied der katholischen Studentenverbindung KÖStV Rudolfina Wien.